# لیک آرتور استیتس (پنسیلوانیا)
لیک آرتور استیتس (به انگلیسی: Lake Arthur Estates) یک منطقهٔ مسکونی در ایالات متحده آمریکا است که در شهرستان باتلر، پنسیلوانیا واقع شده‌است. لیک آرتور استیتس ۱٫۷ کیلومتر مربع مساحت و ۵۹۴ نفر جمعیت دارد و ۳۶۹٫۱۲ متر بالاتر از سطح دریا واقع شده‌است.